# Dolichopeza (Nesopeza) costalis
Dolichopeza (Nesopeza) costalis is een tweevleugelige uit de familie langpootmuggen (Tipulidae). De soort komt voor in het Oriëntaals en Australaziatisch gebied.